# Drachenherz
Drachenherz — дебютный студийный альбом австрийской группы Siegfried, выпущенный в 2001 году лейблом Napalm Records. Все композиции альбома спеты на немецком языке и повествуют о подвигах героя древнегерманского эпоса Зигфрида.

## Об альбоме
Российский журнал Dark City, поставив релизу наивысший балл, в музыкальном плане отметил сочетание таких стилей и направлений, как готик- и дум-метал со значительными влияниями классики и фолка. Кроме того, если даже слушателя не интересует лирическая составляющая, касающаяся нибелунгов, драконов и прочих персонажей древнегерманских эпосов, по мнению журнала, альбомом стоит заинтересоваться.

## Список композиций
1. Balmung — 2:25
2. Rheingold — 4:45
3. Jerusalem — 3:57
4. Flagellum Dei — 4:09
5. Walpurgesnacht — 4:09
6. Hexenblut — 4:42
7. Der Konig Und Die Eiche — 4:01
8. Die Rabenschlacht — 5:57
9. Siegfried — 4:16
10. Scwarzer Angel — 5:48
11. Drachenherz — 4:32

## Участники записи
- Bruder Cle — вокал
- Daniel Bachmaier — гитара, клавишные
- Sandra Schleret — женский вокал
- Moritz Neuner — ударные
- Werner Bialek — вокал
- Roland Wurzer — бас